# مکیمن شمالی
مکیمن شمالی (به عربی: مکیمن شمالی) یک روستا در سوریه است که در ناحیه عقیربات واقع شده‌است. مکیمن شمالی ۱٬۰۲۸ نفر جمعیت دارد.